# Wierzbowa (Basse-Silésie)
Pour les articles homonymes, voir Wierzbowa.
Wierzbowa est une localité polonaise de la gmina de Gromadka, située dans le powiat de Bolesławiec en voïvodie de Basse-Silésie.